# 交響曲第4番 (アルヴェーン)
交響曲第4番ハ短調『海辺の岩礁から』（スウェーデン語: Från havsbandet）作品39は、ヒューゴ・アルヴェーンが作曲した交響曲。この曲以前に書かれた交響詩『海礁の伝説』を拡大、発展させたものと言える。

## 概要
1913年に作曲を開始したが、完成は6年後の1919年まで待たねばならなかった。初演は1919年11月4日にストックホルム音楽院で私的に演奏され、その後1920年1月23日に公開初演された。曲は娘のマルガリータに捧げられている。ヴォカリーズが男女の愛を表すためか、『シンフォニア・エロチカ』とも呼ばれている。

## 楽器編成
ソプラノ、テノール、フルート4、オーボエ4、クラリネット4、ファゴット4、トロンボーン3、ホルン8、トランペット4、チューバ、ティンパニ、ハープ2、ピアノ、チェレスタ、ヴァイオリン、アルト、チェロ、コントラバス

## 楽曲構成
単一楽章で書かれているものの、4部に分けることができ、第1部の主題が全曲を通して演奏される。演奏時間は約45分。
- Moderato - Allegretto ma non troppo
- Allegro - Moderato - Allegro
- Lento - Maestoso - Molto appassionato
- Allegro agitato